# Oliver Zeidler
Oliver Zeidler (Dachau, 24 de julio de 1996) es un deportista alemán que compite en remo.
Participó en dos Juegos Olímpicos de Verano, obteniendo una medalla de oro en París 2024, en la prueba de scull individual, y el séptimo lugar en Tokio 2020, en la misma prueba.
Ganó tres medallas de oro en el Campeonato Mundial de Remo entre los años 2019 y 2023, y cuatro medallas en el Campeonato Europeo de Remo entre los años 2019 y 2024.
Además, obtuvo dos medallas de oro en el Campeonato Mundial de Remo en Sala, en los años 2019 y 2023.

## Palmarés internacional
| Juegos Olímpicos   | Juegos Olímpicos         | Juegos Olímpicos  | Juegos Olímpicos |
| Año                | Lugar                    | Medalla           | Prueba           |
| ------------------ | ------------------------ | ----------------- | ---------------- |
| 2024               | París (Francia)          | Medalla de oro    | Scull individual |
| Campeonato Mundial |                          |                   |                  |
| Año                | Lugar                    | Medalla           | Prueba           |
| 2019               | Ottensheim (Austria)     | Medalla de oro    | Scull individual |
| 2022               | Račice (República Checa) | Medalla de oro    | Scull individual |
| 2023               | Belgrado (Serbia)        | Medalla de oro    | Scull individual |
| Campeonato Europeo |                          |                   |                  |
| Año                | Lugar                    | Medalla           | Prueba           |
| 2019               | Lucerna (Suiza)          | Medalla de oro    | Scull individual |
| 2021               | Varese (Italia)          | Medalla de oro    | Scull individual |
| 2023               | Bled (Eslovenia)         | Medalla de bronce | Scull individual |
| 2024               | Szeged (Hungría)         | Medalla de oro    | Scull individual |

| Campeonato Mundial | Campeonato Mundial          | Campeonato Mundial | Campeonato Mundial |
| Año                | Lugar                       | Medalla            | Prueba             |
| ------------------ | --------------------------- | ------------------ | ------------------ |
| 2019               | Long Beach (Estados Unidos) | Medalla de oro     | 2000 m             |
| 2023               | Mississauga (Canadá)        | Medalla de oro     | 2000 m             |